# Керолайн
Керолайн (англ. Caroline) — село в Канаді, у провінції Альберта, у складі муніципального району Клірвотер.

## Населення
За даними перепису 2016 року, село нараховувало 512 осіб, показавши зростання на 2,2%, порівняно з 2011-м роком. Середня густина населення становила 250,4 осіб/км².
З офіційних мов обидвома одночасно володіли 20 жителів, тільки англійською — 490. Усього 30 осіб вважали рідною мовою не одну з офіційних.
Працездатне населення становило 295 осіб (63,4% усього населення), рівень безробіття — 13,6% (16,7% серед чоловіків та 6,9% серед жінок). 86,4% осіб були найманими працівниками, а 10,2% — самозайнятими.
Середній дохід на особу становив $36 507 (медіана $24 320), при цьому для чоловіків — $47 937, а для жінок $26 939 (медіани — $27 968 та $21 696 відповідно).
30,9% мешканців мали закінчену шкільну освіту, не мали закінченої шкільної освіти — 28,7%, 40,4% мали післяшкільну освіту, з яких 13,2% мали диплом бакалавра, або вищий.
| Статево-вікова структура населення | Статево-вікова структура населення | Статево-вікова структура населення | Статево-вікова структура населення | Статево-вікова структура населення |
| ---------------------------------- | ---------------------------------- | ---------------------------------- | ---------------------------------- | ---------------------------------- |
|                                    |                                    |                                    |                                    |                                    |
| Всього                             | Всього                             | 51,5%48,5%                         |                                    |                                    |
| 0 — 14 років                       | 0 — 14 років                       |                                    | 19,8%                              | 19,8%                              |
| 15 — 64 років                      | 15 — 64 років                      |                                    | 60,4%                              | 60,4%                              |
| 65 і більше                        | 65 і більше                        |                                    | 19,8%                              | 19,8%                              |
| 85 і більше                        | 85 і більше                        |                                    | 3%                                 | 3%                                 |
| Середній вік (років)               | Середній вік (років)               | 42,341,8                           | 42,0                               | 42,0                               |
| Медіана (років)                    | Медіана (років)                    | 41,843,0                           | 42,8                               | 42,8                               |
| — чоловіки — жінки                 |                                    |                                    |                                    |                                    |

| Походження мешканців:     | Походження мешканців:     | Походження мешканців: | Походження мешканців: | Походження мешканців: |
| ------------------------- | ------------------------- | --------------------- | --------------------- | --------------------- |
| Походження                |                           |                       | осіб                  | %                     |
| Корінні американці        | Корінні американці        |                       | 75                    | 14.65%                |
| Інше північноамериканське | Інше північноамериканське |                       | 275                   | 53.71%                |
| Європейське               | Європейське               |                       | 390                   | 76.17%                |
| британське                | британське                |                       | 325                   | 63.48%                |
| французьке                | французьке                |                       | 70                    | 13.67%                |
| українське                | українське                |                       | 20                    | 3.91%                 |
| Азійське                  | Азійське                  |                       | 15                    | 2.93%                 |

| Зайнятість населення за галузями (за класифікацією NOC): | Зайнятість населення за галузями (за класифікацією NOC): | Зайнятість населення за галузями (за класифікацією NOC): | Зайнятість населення за галузями (за класифікацією NOC): | Зайнятість населення за галузями (за класифікацією NOC): |
| -------------------------------------------------------- | -------------------------------------------------------- | -------------------------------------------------------- | -------------------------------------------------------- | -------------------------------------------------------- |
|                                                          |                                                          |                                                          |                                                          |                                                          |
| Управління                                               | Управління                                               |                                                          | 10,5%                                                    | 10,5%                                                    |
| Бізнес, фінанси та адміністрування                       | Бізнес, фінанси та адміністрування                       |                                                          | 7%                                                       | 7%                                                       |
| Охорона здоров'я                                         | Охорона здоров'я                                         |                                                          | 5,3%                                                     | 5,3%                                                     |
| Освіта, правозахист, муніципальні та урядові служби      | Освіта, правозахист, муніципальні та урядові служби      |                                                          | 14%                                                      | 14%                                                      |
| Мистецтво, культура, відпочинок та спорт                 | Мистецтво, культура, відпочинок та спорт                 |                                                          | 3,5%                                                     | 3,5%                                                     |
| Роздрібна торгівля та послуги                            | Роздрібна торгівля та послуги                            |                                                          | 22,8%                                                    | 22,8%                                                    |
| Гуртова торгівля, транспорт та обладнання                | Гуртова торгівля, транспорт та обладнання                |                                                          | 24,6%                                                    | 24,6%                                                    |
| Природні ресурси, сільське господарство                  | Природні ресурси, сільське господарство                  |                                                          | 3,5%                                                     | 3,5%                                                     |
| Виробництво                                              | Виробництво                                              |                                                          | 8,8%                                                     | 8,8%                                                     |

## Клімат
Середня річна температура становить 2,6°C, середня максимальна – 21°C, а середня мінімальна – -18,5°C. Середня річна кількість опадів – 542 мм.
| Клімат поселення                              | Клімат поселення | Клімат поселення | Клімат поселення | Клімат поселення | Клімат поселення | Клімат поселення | Клімат поселення | Клімат поселення | Клімат поселення | Клімат поселення | Клімат поселення | Клімат поселення | Клімат поселення |
| Показник                                      | Січ.             | Лют.             | Бер.             | Квіт.            | Трав.            | Черв.            | Лип.             | Серп.            | Вер.             | Жовт.            | Лист.            | Груд.            |                  |
| Середній максимум, °C                         | −4,42            | −1,48            | 3,37             | 10,10            | 15,70            | 19,54            | 20,97            | 20,81            | 15,87            | 10,91            | 2,26             | −3,24            |                  |
| Середня температура, °C                       | −11,45           | −8,51            | −3,68            | 3,06             | 8,65             | 12,48            | 14,75            | 14,58            | 9,61             | 4,68             | −3,98            | −9,48            |                  |
| Середній мінімум, °C                          | −18,52           | −15,58           | −10,72           | −4               | 1,59             | 5,44             | 8,50             | 8,33             | 3,39             | −1,57            | −10,21           | −15,73           |                  |
| Норма опадів, мм                              | 19               | 16               | 24               | 31               | 63               | 96               | 97               | 73               | 63               | 24               | 20               | 16               |                  |
| Середньомісячна швидкість вітру, м/с          | 2.90             | 2.90             | 3.13             | 3.30             | 3.25             | 3.10             | 2.80             | 2.60             | 2.80             | 3.02             | 3.00             | 2.90             |                  |
| Середньомісячна сонячна радіація, кДж/м²·день | 3786             | 7353             | 12369            | 17018            | 20490            | 21813            | 22635            | 19097            | 13149            | 7892             | 4022             | 2860             |                  |
| --------------------------------------------- | ---------------- | ---------------- | ---------------- | ---------------- | ---------------- | ---------------- | ---------------- | ---------------- | ---------------- | ---------------- | ---------------- | ---------------- | ---------------- |
| Джерело:                                      |                  |                  |                  |                  |                  |                  |                  |                  |                  |                  |                  |                  |                  |